# Emporio Comercial de Gamarra
El Emporio Comercial de Gamarra, conocido popularmente como Gamarra, es un lugar de gran movimiento comercial relacionado con la industria de la moda y la fabricación de prendas de vestir, ubicado en el distrito de La Victoria, en la ciudad de Lima, capital del Perú.

## Descripción
El Emporio Comercial de Gamarra recibe miles de clientes por día, y su dinamismo empresarial genera miles de ventas diarias, albergando aproximadamente cuarenta mil establecimientos, además de brindar ocupación a cerca de ochenta mil trabajadores.
En el Emporio Comercial de Gamarra se desarrollan diversos servicios que proveen de insumos y otros productos relacionados con la industria textil, de confecciones y de moda, entre otras actividades económicas que vienen creciendo a su alrededor. Acoge el centro comercial Parque Cánepa, fundado en 1994 tras una concesión. Posteriormente, en 2018, se inauguró el centro comercial Gamarra Moda Plaza, que acoge un supermercado Metro y una cadena de cines Cinemark.
Es considerado el emporio comercial de moda más grande de Latinoamérica. Tanto es así, que en 2019, registró en ventas más de S/.6,6 mil millones ($1,6 mil millones). En 2023, tras el golpe por la pandemia COVID-19, la convulsión social y los efectos del Ciclón Yaku, planea cerrar el año con S/.4 mil millones ($1,1 mil millones) en ventas.

## Historia

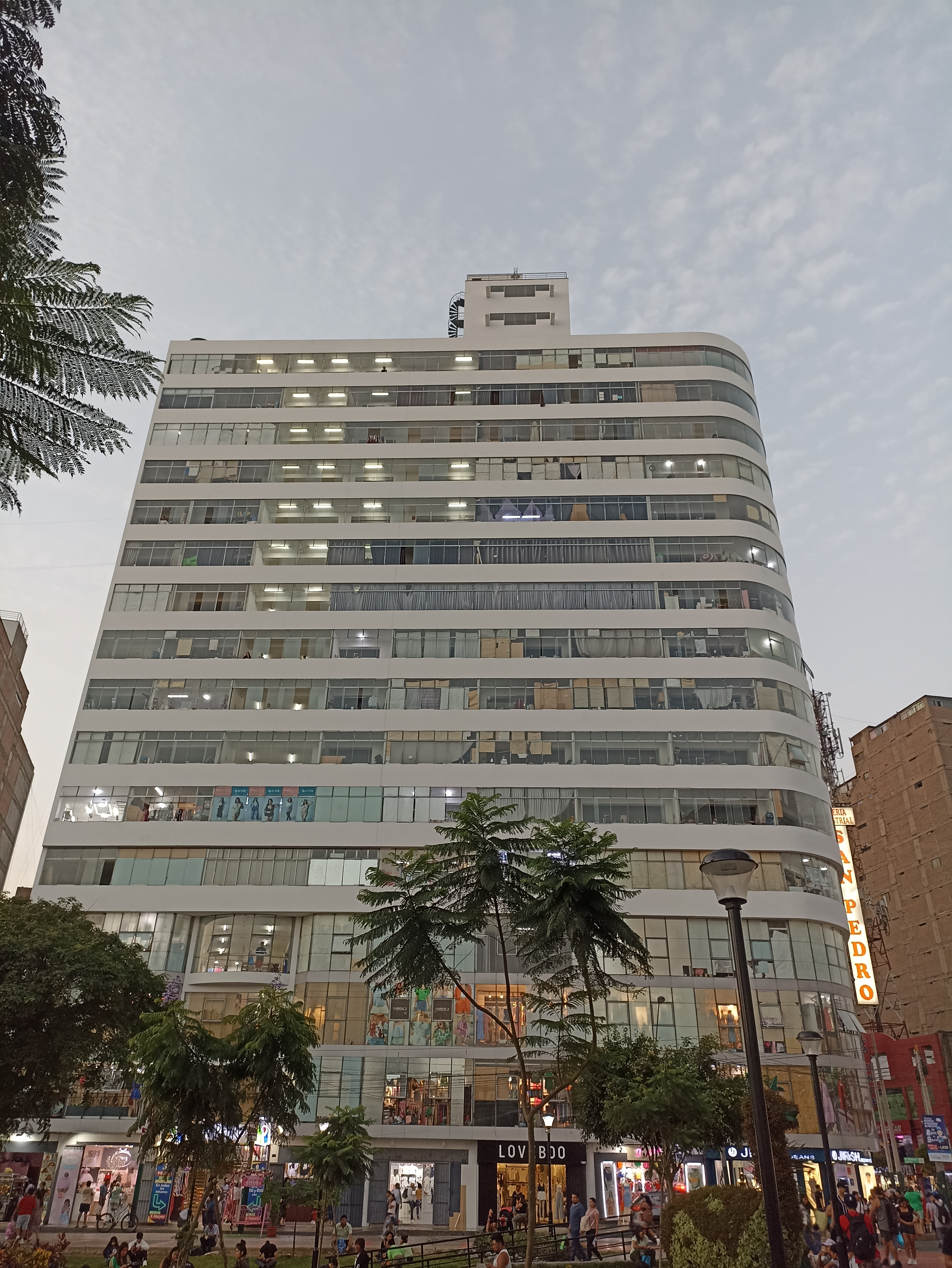
Edificios de comercio textil en Gamarra.

La historia de Gamarra empieza a gestarse en los territorios al sur del distrito de Lima, desde finales del siglo XIX y comienzos del siglo XX, cruzando los antiguos muros que circundaban Lima, hoy avenida Miguel Grau, zona conocida en la época como Villa Victoria.
La industria empieza a crecer en 1889, cuando el italiano, Bartolomé Boggio, y el estadounidense, Enrique Price, fundan la Fábrica de Tejidos Santa Catalina. Donde importaron a Perú, la maquinaria más moderna de aquella época y dieron ocupación a 300 operarios, entre ellos 160 mujeres. En 1896, se constituyó la Fábrica San Jacinto, de Gio Batta Isola y Giacomo Gerbolini, quienes llevaron expertos desde Italia, que formaron la primera escuela de químicos para la industria del tinte. En 1898, se crea Tejidos La Victoria, propiedad de la familia Pardo. El 2 de febrero de 1920, se crea el distrito de La Victoria, con grandes proyecciones urbanísticas.
En la década de los 1950, empezó a tener relevancia en el sector textil. Con el tiempo, Gamarra se consolidó y fue cambiando bajo un fenómeno de modernidad líquida, tras las reformas neoliberales de los años 1990. Con la llegada de migrantes del interior del país que buscaban trabajo en la capital, se dio paso a la creación de dos polos económicos de la capital: La Parada para productos comestibles y Gamarra para productos textiles.
Uno de los retos del emporio es la formalidad. En 2007, la municipalidad local propuso trasladar 2300 ambulantes a 39 locales ubicados en la zona del emporio comercial. Sin embargo, en 2011, aún no alcanzó los requisitos para ser el clúster de confecciones más importante de la región, según la Sociedad Nacional de Industrias. En 2024, durante la inspección municipal que dejó decenas de funcionarios heridos, se detectaron zonas lotizadas por vendedores ambulantes.
En 2021, parte de las confecciones se vendieron en el centro comercial Jockey Plaza, tras un acuerdo con algunas tiendas de la zona. Años después, en 2024, se utilizó otra parte en la serie de televisión colombiana Cien años de soledad.

## Galería

Imágenes de Gamarra
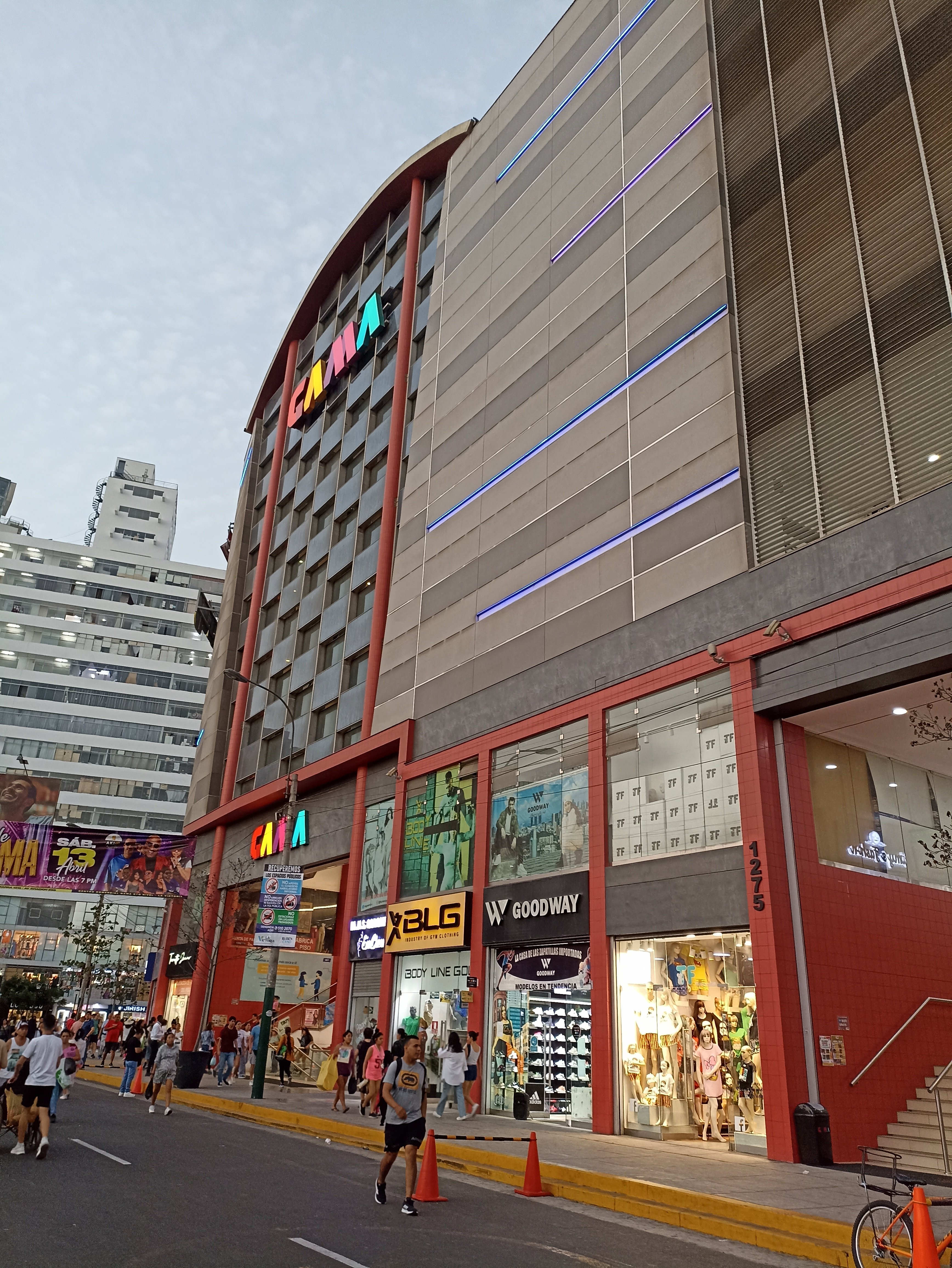
Gamarra Moda Plaza
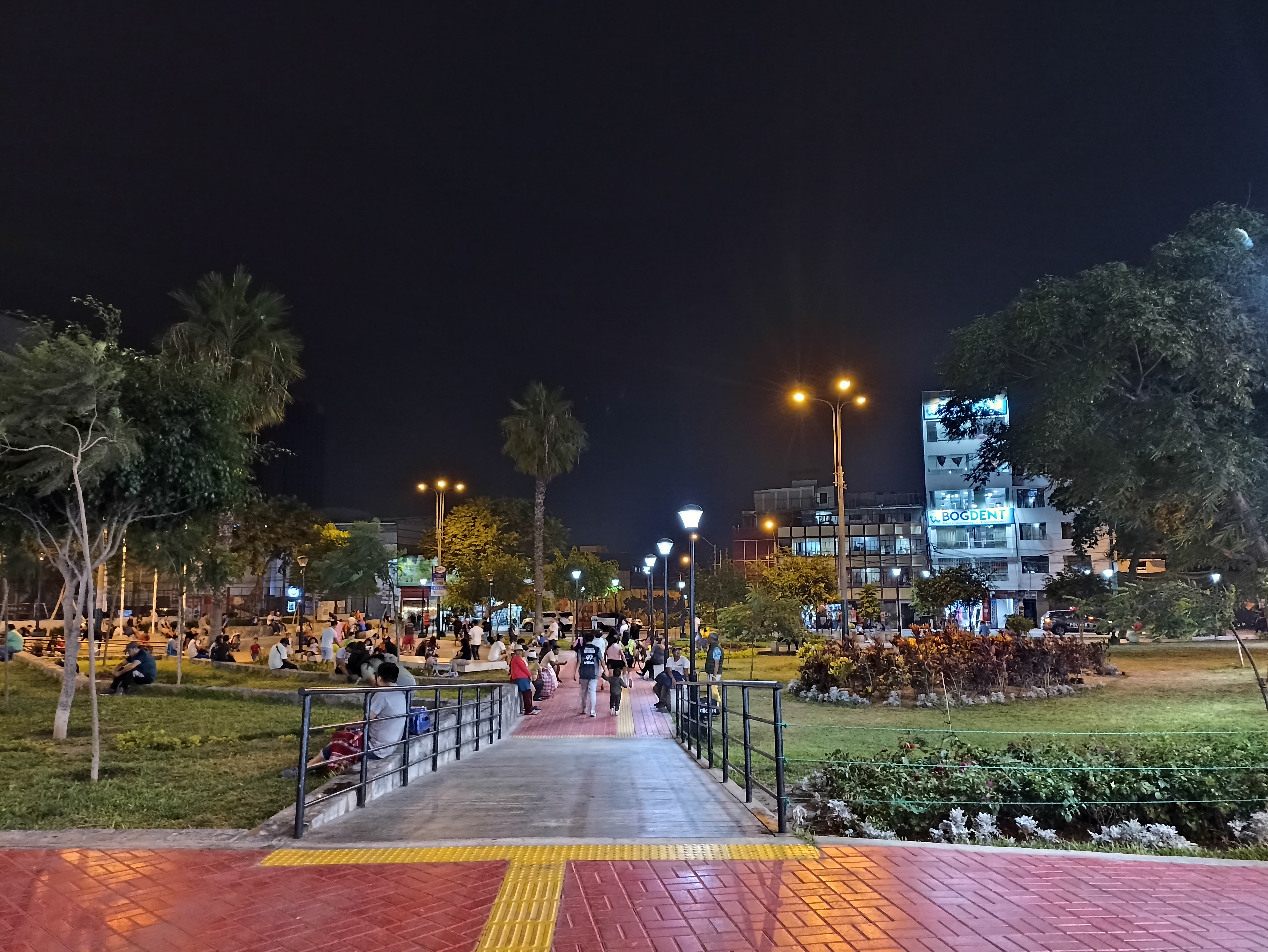
Parque Emprendedor